# Wishmastour 2000
Albums de Nightwish
Wishmaster Over the Hills and Far Away
Wishmastour 2000 est une compilation collector du groupe de metal gothique finlandais Nightwish, vendue uniquement en France.

## Composition du groupe
- Tarja Turunen : chant
- Emppu Vuorinen : guitare
- Sami Vänskä : basse
- Tuomas Holopainen : claviers et chœurs
- Jukka Nevalainen : batterie

## Liste des chansons
1. Wishmaster (from Wishmaster) - 4:57
2. Sleepwalker (heavy version) - 3:07
3. Passion And The Opera (edit version from the German promo release of Oceanborn) - 4:45
4. Nightquest (bonus-track from the Japanese version of Oceanborn) - 4:17
5. A Return To The Sea (from the sessions of Angels Fall First) - 5:34
6. Once Upon A Troubadour (bonus-track from the French version of Angels Fall First) - 5:23

## En plus
Ce disque contient une plage CD-Rom/multimédia sur laquelle figure le clip de Sleeping Sun et la version live de Sacrament Of Wilderness.